# موتور بهرام رئیسی چاه حسن
موتور بهرام رئیسی چاه حسن یک منطقهٔ مسکونی در ایران است که در دهستان جازموریان واقع شده‌است. موتور بهرام رئیسی چاه حسن ۳۳ نفر جمعیت دارد.